# Île Domashniy
L' île Domashniy (en russe : Домашний), est une île russe de l'archipel de Sedov en mer de Kara appartenant administrativement au raïon dolgano-nénètse de Taïmyr.

## Géographie
Elle s'étend sur 4,25 km de longueur pour une largeur de 95 m.

## Histoire
La tombe de Georgy Ushakov s'y situe.